# Spindasis seliga
Spindasis seliga är en fjärilsart som beskrevs av Hans Fruhstorfer 1912. Spindasis seliga ingår i släktet Spindasis och familjen juvelvingar. Inga underarter finns listade i Catalogue of Life.